# Janira japonica
Janira japonica là một loài chân đều trong họ Janiridae. Loài này được Richardson miêu tả khoa học năm 1909.